# Classe Akatsuki (1931)
Pour les autres classes de navires du même nom, voir Classe Akatsuki.
La classe Akatsuki (暁型駆逐艦, Akatsuki-gata kuchikukan) est une série de 4 destroyers de 1re classe de la Marine impériale japonaise construite après la Première Guerre mondiale.

Presque identique en apparence à la classe Fubuki précédente, elle est considérée comme une sous-classe par de nombreux auteurs, en partie parce que la Marine impériale japonaise a apporté des améliorations en secret et n'a pas désigné officiellement ces quatre destroyers comme une catégorie distincte.
Cette classe de destroyer ne doit pas être confondue avec la classe Akatsuki, lancée en 1901 et ayant participé de la guerre russo-japonaise (1904-05).

## Contexte
Après un certain nombre d'années d'expérience opérationnelle avec la classe Fubuki, l'État-major de la marine impériale japonaise a émis des exigences pour quatre derniers destroyers. Ce type Akatsuki doit mener à un type spécial de destroyers pouvant atteindre une vitesse maximale de 39 nœuds, avec un rayon d'action de 5 000 milles marins à 14 nœuds (26 km/h), et armés de nouvelles torpilles de type 8. Ces destroyers étaient destinés à naviguer avec une nouvelle série de croiseurs rapides et puissants également à l'étude dans le cadre d'un programme destiné à donner à la marine impériale japonaise un avantage qualitatif avec les navires les plus modernes du monde. Les nouveaux navires ont été construits de 1931 à 1933.

## Conception
Les navires de type Akatsuki n'avaient plus que trois grosses chaudières, au lieu des quatre de début de série, en raison des améliorations dans la conception et l'efficacité des nouvelles chaudières. Les autres améliorations sont le bouclier sur les lanceurs de torpilles qui permettent aux tubes de lancement de torpilles d'être rechargés dans l'action.
Cependant, l'Akatsuki classe a partagé un certain nombre de problèmes inhérents à la conception de la classe Fubuki. La trop grande quantité d'armement combinée à un déplacement de la coque trop petit a créé des problèmes de stabilité par gros temps. Après l'incident du Tomozuru (de classe Chidori), la conception de base de nombreux navires de guerre japonais a été remise en question et des ballast ont dû être ajoutés. En conséquence, tous les navires ont subi une refonte en 1935-1937. Cela a augmenté le déplacement de 2 050 tonnes tonnes standard et plus de 2 400 tonnes à pleine charge. La modification a réduit légèrement la vitesse supérieure.

## Armement
L'artillerie principale est composée de six canons de 127 mm type 3 de calibre naval de50. Les canons sont montés en paire dans une tourelle blindée et motorisée. Les obus arrivant directement en tourelle, une plus grande cadence de tir est obtenue, donnant un avantage sur les autres destroyers contemporains, où les munitions sont généralement chargées manuellement. Les supports permettent une élévation séparée à 75° pour une utilisation en lutte antiaérienne.

Les tubes lance-torpilles ont été remplacés. Ils ont été plus tard remplacés pour recevoir la fameuse torpille type 93 "longue lance", la plus perfectionnée et la plus efficace des torpilles automotrices pendant la Seconde Guerre mondiale.

## Les unités
| Nom      | Chantier naval              | Quille          | Lancement       | Service          | Fin de carrière                                                                   |
| -------- | --------------------------- | --------------- | --------------- | ---------------- | --------------------------------------------------------------------------------- |
| Akatsuki | Arsenal naval de Sasebo     | 17 février 1930 | 7 mai 1932      | 30 novembre 1932 | détruit le 13 novembre 1942                                                       |
| Inazuma  | Chantiers navals Fujinagata | 7 mars 1930     | 25 février 1932 | 15 novembre 1932 | coulé le 14 mai 1944                                                              |
| Ikazuchi | Compagnie des docks d'Uraga | 7 mars 1930     | 22 octobre 1931 | 15 août 1932     | détruit le 13 avril 1944                                                          |
| Hibiki   | Arsenal naval de Maizuru    | 21 février 1930 | 16 juin 1932    | 31 mars 1933     | Transfert à l'URSS le 5 avril 1947 Coulé comme navire cible dans les années 1970. |